# WJK Santos Tartu
WJK Santos Tartu este un club de fotbal din sudul Estoniei, din orașul Tartu.

## Istoria clubului
Apariția acestui club s-a datorat fuzionării în 2006 dintre cluburile de atunci, FC Santos și Tartu Välk 494 care au format actualul club. WJK Santos sau Welco Jalgpallikool Santos este o școală de fotbal din Tartu fondată în martie 2006, care se dezvoltă rapid și împreună cu Tartu Jalgpalliklubi Welco formează cel mai mare sistem de fotbal din sudul Estoniei, unde sunt reprezentați fotbalul pentru tineret, fotbalul de top, precum și fotbalul amator. Cele două cluburi au început colaborarea în 2019, și din 2020, Santos Welco este școala oficială de fotbal pentru educația fotbalistică pentru copii și tineri. Cluburile antrenează peste 700 de copii (între 3 și 16 ani), instruirile se desfășoară în diferite regiuni din județul Tartu. Activitățile școlii de fotbal au două direcții: promovarea sporturilor de sănătate și a sporturilor de top..
Clubul încă este la început de carieră, de aceea unica lor performanță de până acum, și o mare surpriză pentru fotbalul estonian la aceea vreme, ținând cont că WJK Santos venea dintr-o ligă inferioară, a fost finala din 2014  în Cupa Estoniei și finala din 2015 în Supercupa Estoniei, ambele finale pierdute lamentabil, împotriva echipei de top al fotbalului estonian  Levadia Tallinn, cu scorul de 4 - 0, respectiv 5 - 0. La momentul actual echipa joacă într-o ligă inferioară, singurul nivel fotbalistic la care au ajuns, a fost Esiliiga - al doilea nivel fotbalistic ca valoare în ierarhia fotbalului estonian. Aici au petrecut patru sezoane la rând, apoi au retrogradat.

## Statistici

### Liga
| Național | Liga estonă | Sezon | Total cluburi | Poziția terminată | Puncte | V – E – P   |
| -------- | ----------- | ----- | ------------- | ----------------- | ------ | ----------- |
| Național | Esiliiga    | 2007  | 10            | 9                 | 29     | 7 – 8 – 21  |
| Național | Esiliiga    | 2015  | 10            | 8                 | 42     | 12 – 6 – 18 |
| Național | Esiliiga    | 2016  | 10            | 6                 | 49     | 16 – 1 – 19 |
| Național | Esiliiga    | 2017  | 10            | 8                 | 43     | 13 – 4 – 19 |
| Național | Esiliiga    | 2018  | 10            | 7                 | 41     | 11 – 8 – 17 |

### Palmares
| Național | Ligile inferioare                               | Divizia  | Locul | Sezoane          |
| -------- | ----------------------------------------------- | -------- | ----- | ---------------- |
| Național | Esiliiga B                                      | a treia  | 2     | 2014             |
| Național | II liiga                                        | a patra  | 1     | 2006, 2008, 2013 |
| Național | FC Santos și Tartu Välk 494 au fuzionat în 2006 |          |       |                  |
| Național | III liiga                                       | a cincea | 1     | 2005             |
| Național | IV liiga                                        | a șasea  | 1     | 2004             |
| Național | V liiga                                         | a șaptea | 1     | 2003             |
| Național | Cupa Estoniei                                   | Finala : | 2     | 2014             |
| Național | Supercupa                                       | Finala : | 2     | 2015             |

### Finale
| 2014 | Santos Tartu | 0 - 4 | Levadia | 2015 | Santos Tartu | 0 - 5 | Levadia |